# Ginigathhena Division
Ginigathhena Division är en division i Sri Lanka.   Den ligger i provinsen Centralprovinsen, i den södra delen av landet, 80 km öster om huvudstaden Colombo.